# Renault Premier
La Renault Premier, commercialisée dès 1987 et jusqu'en 1992 sous la marque Eagle: Eagle Premier, mais également sous Dodge Monaco en 1990-92. Elle était destinée à remplacer les Nash / AMC Ambassador. Elle est, avec la Medallion, la première voiture à porter le badge "Eagle". Elle ne fut jamais siglée Renault à la suite du rachat de AMC par Chrysler en 1987 (autre que dans les video de promotion des concessionnaires), ce dernier ayant décidé de commercialiser les Renault Premier sous la marque Eagle: les Eagle Premier. Les quelques supposés exemplaires déjà produits auraient été rebadgés Eagle avant leur distribution. Un contrat non dénoncé lors de l'achat d'AMC par Chrysler obligea Chrysler à produire ces Premier. Ce contrat liait Renault et AMC, ce dernier étant tenu d'écouler un nombre défini de véhicules équipés du moteur type PRV, vendu par Renault, au sein de son réseau.

## Design

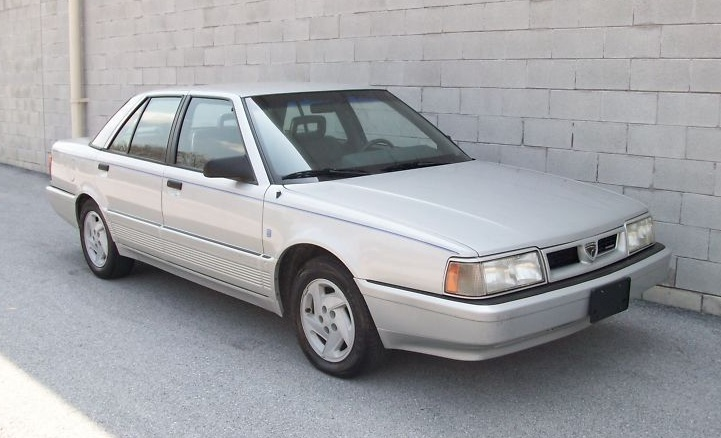
Eagle Premier

La Premier est basée sur le châssis de la Renault 21, rallongé et élargi, avec une carrosserie trois volumes. Contrairement à de nombreuses idées reçues, elle n'est pas dérivée de la Renault 25 et ne possède aucun panneau de carrosserie commun avec elle même si son format est comparable.
Dessinée par Giorgetto Giugiaro Son style est plus à rapprocher de la Renault 21 ou de sa sœur américanisée, la Renault Medallion, avec son profil tricorps très rectiligne et ses portières autoclaves. Le tout est souligné par ses protections latérales, ses joncs chromés fins et ses rétroviseurs (type "Encore / Alliance"). La Premier était directement fabriquée outre-Atlantique, dans l'usine Brampton Assembly (en) en Ontario (Canada).

## Habitacle

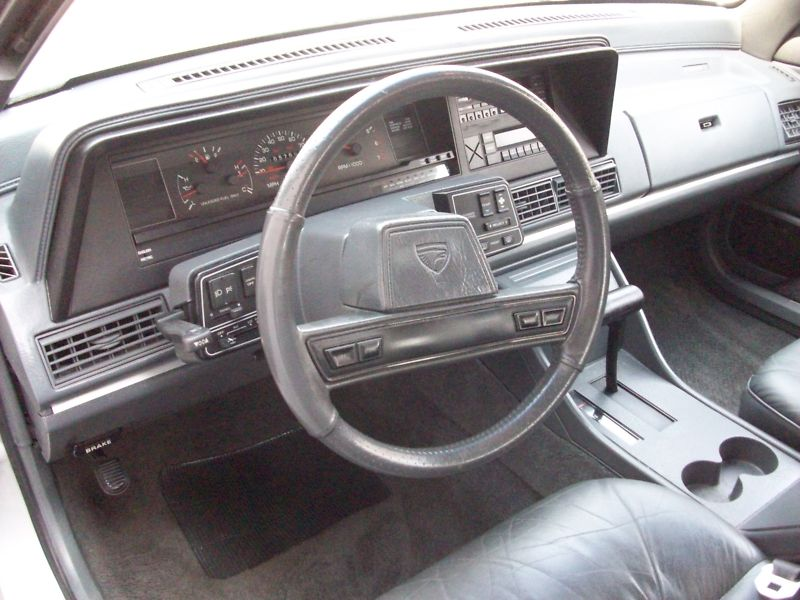
Eagle Premier

Comme à l'extérieur, l'habitacle de la Premier bénéficie d'un design qui lui est spécifique et différent de tout ce que l'on pouvait trouver sur les Renault de l'époque. La planche de bord présente un style très américain, semblable à ce que nous pouvions trouver sur les Ford ou Chevrolet contemporaines. En outre, elle pouvait être proposée avec 6 places (banquette à l'avant).

## Structure et motorisations
La Premier est développée sur une base élargie et allongée de Renault 21 à moteur longitudinal. Les premiers mulets utilisent quant à eux une carrosserie de Renault 25 modifiée.
Jean-Marie Réveillé, l'un des ingénieurs chargé du projet chez Renault précise dans le numéro 41 de la revue Histoire publiée par Renault que « la voiture sera une traction avant. […] mais quelle base choisir ? Tout refaire ? Partir de la Renault 25 sortie en 1984 ? Partir de la Renault 21, plus petite, et de sa future version américaine, la Médaillon ? Tout refaire à partir d’une feuille blanche : hors de question, les finances sont au plus bas avec le record de déficit de l’année 1983. Alors partir de la Renault 21 reste la seule solution. Pour la Renault 25, la question est vite tranchée. Des tests “clinic” ont eu lieu aux USA, avec des résultats catastrophiques. Refaire tout le design et la structure à partir de la Renault 25 : trop cher aussi. […] Alors comment fait-on une Premier à partir d’une Renault 21 ? […] la Renault 21 est coupée deux fois. Une fois en travers pour l’allonger et parvenir à une longueur de 4,89m en augmentant l’empattement de 2600mm à 2692mm. L’habitabilité notamment aux places arrière sera au meilleur niveau et le coffre immense (460dm3). Une autre fois en long, pour l’élargir et la mettre au standard des concurrents. Le train arrière, copie de celui de la Renault 21, n’est cependant pas interchangeable, son profil transversal étant plus long pour agrandir la voie arrière. »
La Premier était disponible en deux motorisations essence : 2,5 litres d'origine AMC et 3 litres V6 PRV. Le moteur à quatre cylindres n'a jamais été populaire et Chrysler l'a éliminé en 1989.

## Remplaçante
La Premier possède un excellent châssis. Chrysler s'en servira comme base pour la nouvelle génération des berlines full size du groupe, y compris la remplaçante de la Premier, chez Eagle. Ainsi naîtra l'Eagle vision et toutes autres berlines LH, initiatrices du style cab forward : Chrysler Concorde, Chrysler LHS, Chrysler New Yorker et Dodge Intrepid.